# Dorotea Barresi e Santapau
Dorotea Barresi e Santapau (Pietraperzia, 1533 – Pietraperzia, dicembre 1591) è stata una nobile italiana. Grande di Spagna, governatrice della casa dell'infante Filippo III e sua educatrice.

## Biografia
Figlia di Girolamo, II marchese di Pietraperzia e di Antonia Ademar Santapau dei marchesi di Licodia, Dorotea Barresi visse in Sicilia un'infanzia travagliata a causa delle complesse vicende giudiziarie del padre, accusato del parricidio di Matteo Barresi, e dell'uccisione di due servitori. La sua stessa nascita sarebbe avvenuta mentre il padre si trovava in carcere.. Dopo un lungo processo durato quindici anni, Girolamo Barresi fu condannato a morte nel 1549 dal Viceré dell'epoca Juan De Vega, e giustiziato per decapitazione.
Alla fine del 1549 o all'inizio 1550, Dorotea Barresi sposò in prime nozze Giovanni Branciforte Tagliavia, conte di Mazzarino (1532-4 ottobre 1555); da questa unione nacque il suo unico figlio Fabrizio. 
Il 15 agosto 1567 venne celebrato a Licodia il su secondo matrimonio con il diciassettenne Vincenzo Barresi, I marchese di Militello, membro della stessa potente famiglia, che tuttavia fu rinvenuto morto all'indomani delle nozze. 
Dorotea Barresi, vedova per la seconda volta, concepì quindi il disegno di rafforzare comunque il potere della sua famiglia unendo il patrimonio dei Barresi di Pietraperzia con quello dei Barresi di Militello, attraverso il matrimonio nel 1571 del proprio figlio Fabrizio Branciforte con Caterina Barresi, unica erede del fratello Vincenzo.
Negli anni seguenti si verificarono due eventi di grande importanza nella vita della nobildonna: il terzo matrimonio con Juan de Zúñiga y Requeséns (2 ottobre 1572) e la morte senza eredi del fratello Pietro (gennaio 1573), in seguito alla quale acquisì il titolo di Principessa di Pietraperzia.
Grazie al terzo matrimonio, Dorotea Barresi uscì dai confini della Sicilia per seguire il marito nell'ascesa diplomatica e politica che lo portò ad essere nominato nel 1579 Viceré di Napoli, carica che ricoprì fino al 1582. In questi anni, Dorotea Barresi esercitò una grande influenza negli affari dello stato e venne investita del titolo di Viceregina. Alla fine di questo triennio, Dorotea Barresi seguì il marito in Spagna alla corte di Filippo II, dove fu nominata governatrice della casa dell'Infante Filippo III e sua educatrice (aja).
In questo periodo subì un tentato avvelenamento da parte di alcune sue ancelle, ma sopravvisse. 
Rimasta vedova nel 1586, tornò a Pietraperzia, dove fece testamento il 27 settembre 1591 e morì circa tre mesi dopo; l'inventario dei suoi beni data al 1º gennaio 1592.